# Hoplocetus
Hoplocetus — вимерлий рід хижих китоподібних із надродини кашалотів Physeteroidea. Його залишки були знайдені в міоцені Бельгії, Франції, Німеччини та Мальти, пліоцені Бельгії та Франції та плейстоцені Сполученого Королівства та Південної Кароліни.

## Зубний ряд
Зуби Hoplocetus масивні, міцні і мають коротку емальовану кришку на коронках. Вони дещо більші, ніж у сучасних косаток, але значно менші, ніж у макрорапторіальних кашалотів, таких як Zygophyseter, а також у Scaldicetus caretti. Вони демонструють великий ступінь стирання, що свідчить про дуже хижацьку нішу, порівнянну з сучасними косатками. Рід останніх, Orcinus, вперше з'являється в середньому пліоцені і, можливо, в кінцевому підсумку замінив Hoplocetus.
Ці особливості зубів також характеризують інші вимерлі роди зубастих китів, Diaphorocetus, Idiorophus і Scaldicetus, іноді поміщені разом з Hoplocetus в підродину Hoplocetinae. Однак деякі з цих таксонів є надто фрагментарними.